# Крутизна передаточной характеристики

Модель прибора с передаточной характеристикой крутизны

Крутизна́ переда́точной характери́стики (также называемая пряма́я проводимость, переда́точная проводимость, тра́нспроводимость) активного электронного прибора — биполярного транзистора, полевого транзистора, электронной лампы или сложного схемотехнического узла — величина, характеризующая действие управляющего электрода (базы, затвора, управляющей сетки) на управляемый прибором ток.
Крутизна {\displaystyle S} — дифференциальный параметр, численно равный отношению изменения выходного тока {\displaystyle I_{o}} к вызвавшему его изменению управляющего напряжения {\displaystyle U_{i}}:
{\displaystyle S={\frac {\partial I_{o}}{\partial U_{i}}}.}
В общем случае крутизна реальных приборов и устройств зависит от величины выходного тока (и, соответственно, от управляющего напряжения). Как правило, крутизна указывается в заданной рабочей точке, при фиксированном напряжении на электродах — в условиях, когда прибор работает в режиме управляемого источника тока.
Размерность крутизны (единица тока на единицу напряжения) совпадает с размерностью электрической проводимости, в СИ — сименс, сокращение См.

## Идеальный источник тока, управляемый напряжением

Схематическое обозначение операционного усилителя крутизны. Как и стандартный операционный усилитель, он имеет инвертирующий (−) и неинвертирующий (+) входы, цепи питания (V+ и V−) и один выход. Отличается наличием двух дополнительных входов смещения, I_{abc} и I_{bias}

Крутизна (передаточная проводимость) {\displaystyle S} — единственная характеристика идеального источника тока, управляемого напряжением (ИТУН), и не зависит от величины тока. Выходной ток ИТУН {\displaystyle I_{o}} связан с входным напряжением {\displaystyle U_{i}} соотношением:
{\displaystyle I_{o}=SU_{i}}.
Входной и выходной импедансы ИТУН равны бесконечности — это означает, что при любом входном напряжении входной ток равен нулю и выходной ток не зависит от напряжения на выходе.
Идеальный ИТУН физически нереализуем, ближайший реальный эквивалент идеального ИТУН — операционный усилитель тока, управляемый напряжением, или операционный усилитель крутизны — линейный источник биполярного (и втекающего, и вытекающего) тока, управляемый дифференциальным напряжением. Типичный прибор этого типа передаёт в нагрузку ток −10…+10 мА при изменении входного напряжения в пределах −100…+100 мкВ, что соответствует постоянной крутизне в 100 См.

## Биполярные транзисторы
Крутизна биполярного транзистора {\displaystyle S} характеризует изменения тока коллектора {\displaystyle I_{C}} при изменении напряжения база-эмиттер {\displaystyle U_{be}} в окрестности выбранной рабочей точки. В силу экспоненциального характера зависимости {\displaystyle I_{C}} от {\displaystyle U_{be}} крутизна биполярного транзистора прямо пропорциональна {\displaystyle I_{c}}:
{\displaystyle S={\frac {\partial I_{c}}{\partial U_{be}}}={\frac {I_{C}}{\phi _{T}}}},
где {\displaystyle \phi _{T}} — температурный потенциал, прямо пропорциональный абсолютной температуре и при 25 °С равный примерно 26 мВ.
Так, для тока коллектора 1 мА крутизна кремниевого транзистора равна примерно 40 мCм, для тока 1 А — примерно 40 См и так далее. Прямая пропорциональность между крутизной и током — уникальное свойство биполярного транзистора, не наблюдаемое в электронных приборах иных типов.

## Полевые транзисторы малой мощности
Предельный ток стока полевого транзистора (ток насыщения) пропорционален не экспоненте, а квадрату эффективного управляющего напряжения {\displaystyle U_{eff}} (разнице между напряжением затвор-исток и пороговым напряжением). Поэтому крутизна транзистора пропорциональна эффективному управляющему напряжению:
{\displaystyle S=KU_{eff}},
где {\displaystyle K} — некоторый коэффициент, имеет размерность А/В2.
Фактическая крутизна маломощных дискретных транзисторов измеряется единицами или десятками мСм. Не зависящая от выбора рабочей точки величина {\displaystyle K} — удельная крутизна полевого транзистора — определяется геометрическими размерами канала, удельной ёмкостью затвора и подвижностью носителей заряда в канале. Последняя, в свою очередь, убывает с ростом температуры кристалла. Относительный коэффициент крутизны — удельная крутизна условного транзистора, ширина и длина затвора которого равны — составляет примерно 20…60 мкА/В2 у дискретных n-канальных транзисторов и 100…120 мкА/В2 у низковольтных интегральных n-канальных транзисторов. Относительный коэффициент крутизны p-канальных приборов примерно в 2…3 раза ниже из-за меньшей подвижности носителей заряда в канале.

## Мощные полевые транзисторы
В мощных полевых транзисторах квадратическая модель зависимости тока от управляющего напряжения действует только в области малых токов. В области больших токов эта зависимость принимает характер, близкий к линейному, с примерно постоянной крутизной характеристики {\displaystyle S}. Паспортные её значения обычно приводятся в спецификациях для тока стока, равному половине предельно допустимого. Для высоковольтных (1 кВ и выше) транзисторов крутизна не превышает 1 См; у транзисторов, рассчитанных на меньшие напряжения, крутизна измеряется единицами или десятками См. Низковольтные транзисторы разработки XXI века, рассчитанные для работы при токах стока в сотни ампер, имеют крутизну в несколько сотен См в номинальном режиме; динамическая крутизна, измеряемая при коротких импульсах тока, может превышать тысячу См.

## Вакуумные триоды

Параметры триода 12AX7 при анодном напряжении 250 В, изменяющемся тока анода и фиксированном напряжении накала. Крутизна и её допустимый разброс показаны синим цветом

Расчётная крутизна вакуумного триода характеризует управляющее действие сетки на ток анода; в лампах с несколькими сетками крутизна, по умолчанию, характеризует действие первой управляющей сетки. В первом приближении крутизна описывается сложной формулой, согласно которой крутизна
- возрастает с увеличением длины катодно-сеточного узла[14];
- возрастает с уменьшением расстояния между сеткой и катодом[14];
- в области отрицательных управляющих напряжений крутизна медленно возрастает по мере увеличения потенциала сетки, достигая максимума в окрестности нулевого напряжения сетки относительно катода. В области положительных управляющих напряжений крутизна плавно спадает из-за утечки части тока эмитированных электронов с катода на сетку[15];
- кроме того, крутизна нелинейно возрастает с увеличением накала (температуры катода)[15].

По мере старения лампы (падении эмиссионной способности катода) её крутизна медленно и необратимо уменьшается, с пропорциональным ростом внутреннего сопротивления; коэффициент усиления по напряжению {\displaystyle \mu } остаётся практически неизменным. Во всех режимах три параметра — крутизна {\displaystyle S}, выходное сопротивление {\displaystyle R_{i}} и предельный коэффициент усиления напряжения {\displaystyle \mu } связаны соотношением:
{\displaystyle \mu =SR_{i}},
известным как уравнение параметров триода (в иностранных источниках называется «формула ван дер Бейла»).
Типичное значение крутизны приёмно-усилительных ламп малой мощности в номинальных режимах составляет примерно 5…10 мCм, предельное — порядка 50…100 мCм. Характеристики мощных приёмно-усилительных ламп укладываются примерно в те же рамки (6V6 — 4 мCм, EL84 — 11 мCм, 6С33С — 40 мCм). Дальнейшее увеличение крутизны отдельной лампы технологически невозможно, но крутизну каскада можно увеличить, применив параллельное включение триодов, так как при этом складываются анодные токи при том же самом изменении напряжения сеток.